# Catherine Voyer-Léger
Catherine Voyer-Léger, née en 1979, est une auteure, critique culturelle, chroniqueuse, animatrice et blogueuse québécoise.

## Biographie
Catherine Voyer-Léger poursuit des études supérieures en science politique à l'Université du Québec à Montréal où elle obtient une maîtrise sous la direction de Thierry Hentsch (2003), puis en lettres françaises à l'Université d'Ottawa où elle obtient une deuxième maîtrise (2017) intitulée Création et procréation. Métaphores chez Hélène Cixous et Nancy Huston,,,.
Auteure, critique culturelle, animatrice, chroniqueuse, blogueuse, Catherine Voyer-Léger a occupé le poste de directrice du Regroupement des éditeurs canadien-français,. Elle a également été coordonnatrice des activités de l'Alliance culturelle de l'Ontario. Elle a été présidente du Théâtre de la Vieille 17 et du Salon du livre de l'Outaouais,. De 2020 à 2023 elle a occupé le poste de directrice générale du Conseil québécois du théâtre,,,
Active sur la scène artistique et littéraire au Québec et dans la francophonie canadienne, elle est également chroniqueuse à l'émission C'est fou aux côtés de Serge Bouchard et de Jean-Philippe Pleau diffusée sur les ondes d'Ici Radio-Canada Première. Elle a aussi collaboré à l'émission Les matins d'ici de la région d'Ottawa/Gatineau.
Au début des années 2010 elle anime un blog, Détails et dédales dont certaines chroniques sont reprises dans son oeuvre  publié en 2013 aux Éditions Hamac, puis dans Désordres et désirs, intitulé d'après un vers du poète Gérald Leblanc et publié chez le même éditeur en 2016,,.
Comme essayiste, elle fait paraître, en 2014, Métier critique : pour une vitalité de la critique culturelle (Éditions du Septentrion),,,. En 2018, elle publie le recueil de microrécits Prendre corps (La Peuplade),,,. Elle coécrit également avec Ninon Pelletier l'album pour enfants La chorale des animaux (Mammouth rose).
Elle collabore régulièrement aux revues Nuit blanche et Spirale en plus de signer plusieurs textes dans des ouvrages collectifs, notamment dans Les tranchées : maternité, ambiguïté et féminisme, en fragments de Fanny Britt (Atelier 10, 2013) ainsi que dans Nullipares sous la direction de Claire Legendre (Hamac, 2020).
Par ailleurs, elle assure la direction de plusieurs ouvrages dont La pensée comme espèce menacée : l'œuvre de Suzanne Jacob (Éditions du Remue-ménage, 2021) en collaboration avec Lucie Joubert ainsi que En cas d'incendie, prière de ne pas sauver ce livre : essais narratifs (Éditions Prise de parole, 2021),,,.
Catherine Voyer-Léger est récipiendaire du Prix littéraire Jacques-Poirier – Outaouais 2019 et de la Bourse Jean-Pierre-Guay,. Elle est aussi finaliste du Prix du livre d'Ottawa (2014, 2016) ainsi que du Prix du CALQ, œuvre de l'année en Outaouais (2016),,.

## Œuvres

### Carnets
- Détails et dédales, Québec, Éditions Hamac, 2013, 332 p. (ISBN 9782894487228)
- Désordre et désirs, Québec, Éditions Hamac, 2016, 208 p. (ISBN 9782894488447)

### Essai
- Métier critique : pour une vitalité de la critique culturelle, Québec, Éditions du Septentrion, 2014, 209 p. (ISBN 9782894487907)

### Microrécit
- Prendre corps, Chicoutimi, La Peuplade, 2018, n.p. (ISBN 9782924519776 et 9782924898086)

### Roman
- Nouées, Montréal, Québec Amérique, 2022, n.p. (ISBN 9782764446003)

### Jeunesse
- La chorale des animaux, en collaboration avec Ninon Pelletier, Laval, Mammouth rose, 2018, n.p.  (ISBN 9782897585006)

## Prix et honneurs
- 2014 - Finaliste : Prix du livre d’Ottawa (pour Détails et dédales)[28]
- 2016 - Finaliste : Prix du CALQ, œuvre de l'année en Outaouais (pour Désordre et désirs)[29]
- 2016 - Finaliste : Prix du livre d'Ottawa (Pour Métier critique)[30]
- 2018 - Récipiendaire : Bourse Jean-Pierre-Guay[27]
- 2019 - Récipiendaire : Prix littéraire Jacques-Poirier–Outaouais (pour Prendre corps)[31]